# Waldaschaff
Waldaschaff – miejscowość i gmina w Niemczech, w kraju związkowym Bawaria, w rejencji Dolna Frankonia, w regionie Bayerischer Untermain, w powiecie Aschaffenburg. Leży w paśmie górskim Spessart, około 12 km na północny zachód od Aschaffenburga, przy autostradzie A3.

## Polityka
Wójtem jest Marcus Grimm. Rada gminy składa się z 16 członków:
|      | CSU | SPD | Razem     |
| 2002 | 10  | 6   | 16 miejsc |

## Współpraca
Miejscowość partnerska:
- Clonakilty, Irlandia